# Jesse Burkett
Jesse Cail Burkett, soprannominato Crab (Wheeling, 4 dicembre 1868 – Worcester, 27 maggio 1953), è stato un giocatore di baseball statunitense di ruolo esterno nella Major League Baseball (MLB). È stato introdotto nella National Baseball Hall of Fame nel 1946.

## Carriera
Burkett fece il suo debutto nella major league con i New York Giants della National League (NL) nel 1890 con cui ebbe una media in battuta di .309. Fu acquistato dai Cleveland Spiders nel febbraio 1891 e vi giocò fino al 1989. Nel 1893 batté col .348 (sesto della lega) e guadagnò 98 basi su ball (quinto nella lega). Rimase nella top ten in basi su ball per quasi tutta la sua carriera.
Nel 1895 batté con .405 e guidò la NL in media e valide (225). L'anno successivo ebbe la miglior media in battuta in carriera, .410, e guidò la lega in media battuta, valide (240) e punti segnati (160). Burkett fu il secondo giocatore della storia della major league con due stagioni sopra il .400 in battuta, dopo Ed Delahanty.
Nel March 1899, Burkett passò ai St. Louis Perfectos, che in seguito divennero i Cardinals, giocandovi per tre stagioni. In seguito giocò tre stagioni per i St. Louis Browns della American League, chiudendo la carriera con i Boston Americans nel 1905.
Burkett detiene ancora il record per fuoricampo interni nella storia della MLB, con 55. Tra i giocatori della sua epoca, è secondo per valide in carriera (2.872).

## Palmarès
- World Series: 1

New York Giants: 1921 (come allenatore)
- Miglior battitore della National League: 3

1895, 1896, 1901